# 1703 год в музыке

## События
- Январь — Иоганн Себастьян Бах устраивается на должность придворного музыканта веймарского герцога Иоганна Эрнста.
- Август — Иоганн Себастьян Бах принимает должность органиста Нойекирхе (ныне Бахкирхе) в Арнштадте.
- Антонио Вивальди начинает сочинять музыку для венецианской церкви Ла Пьета.
- Алессандро Скарлатти становится капельмейстером в Санта Мария Маджоре, одной из четырёх главных базилик Рима.
- Георг Фридрих Гендель отказывается от своего обучения праву в Университете Галле и уезжает в Гамбург, где поступает скрипачом и клавесинистом в оркестр единственного на тот момент немецкого оперного театр.[1][2]
- Немецкий композитор Якоб Гребер (нем. Jakob Greber) дебютировал в Лондоне в качестве оперного композитора.
- Николя Бернье (фр. Nicolas Bernier) публикует свои первые кантаты.

## Классическая музыка
- Гаспар Корретт (фр. Gaspard Corrette) — Organ mass.
- Франсуа Куперен — Quatre versets d’un motet (духовная музыка).

## Опера
- Антонио Кальдара —
  - «Фарнак» (итал. Farnace);
  - Gli equivoci del sembiante.
- Франческо Гаспарини (итал. Francesco Gasparini) — «Любовь к родине» (итал. Amor della patria).
- Антонио Куинтавалле (итал. Antonio Quintavalle) — «Торжество любви» (итал. Il trionfo d'amore).
- Доменико Скарлатти — Il Giustino.
- Уильям Корбетт — «Как вы её нашли» (англ. As You Find It).
- Жан Фери Ребель — «Улисс» (фр. Ulysse).

## Родились
- 20 января — Жозеф-Эктор Фьокко (нидерл. Joseph-Hector Fiocco), фламандский скрипач и композитор, сын итальянского композитора Пьетро Антонио Фьокко (умер 21 июня 1741).
- 29 января — Карльман Кольб (нем. Carlmann Kolb), немецкий священник, органист и композитор (умер 15 января 1765).
- 27 октября — Иоганн Готлиб Граун (нем. Johann Gottlieb Graun), немецкий композитор и скрипач, брат певца и композитора Карла Генриха Грауна (умер 28 октября 1771).

Дата неизвестна —
- Джон Фредерик Лампе (англ. John Frederick Lampe), английский музыкант и композитор, рождённый в Саксонии, отец органиста и композитора Чарльза Джона Фредерика Лампе (умер 25 июля 1751).
- Жан-Мари Леклер младший (фр. Jean-Marie Leclair le cadet), французский композитор, младший брат скрипача и композитора Жан-Мари Леклера старшего (англ. Jean-Marie Leclair l'aîné), основоположника французской скрипичной школы (умер 30 ноября 1777).
- Джон Трэверс (англ. John Travers), английский композитор, органист лондонской Королевской капеллы, ученик Иоганна Кристофа Пепуша (умер в июне 1758).

## Умерли
- 31 марта — Иоганн Кристоф Бах, немецкий композитор эпохи барокко, сын Генриха Баха, двоюродный дядя Иоганна Себастьяна Баха и дядя его первой жены Марии Барбары (родился 6 декабря 1642).
- 14 сентября — Жиль Жюльен (фр. Gilles Jullien), французский барочный композитор и органист (родился в 1651 или 1653).
- 3 октября — Алессандро Мелани (итал. Alessandro Melani), итальянский композитор, принадлежал к так называемой Второй школе римских оперных композиторов, брат основателя школы композитора Якопо Мелани и певца-кастрата, дипломата и шпиона Атто Мелани (родился 4 февраля 1639).
- 30 ноября — Николя де Гриньи, французский органист и композитор, ученик Николя Лебега (крещён 8 сентября 1672).

Вероятно — Яцек Ружицкий (пол. Jacek Różycki), польский композитор эпохи барокко, музыкант и капельмейстер при дворе четырёх польских королей — Владислава IV, Михаила Вишневецкого, Яна III Собеского и Августа II, также занимал должность королевского секретаря (родился около 1635).